# Slieve Miskish Mountains
Slieve Miskish Mountains är en bergskedja i republiken Irland.   Den ligger i grevskapet County Cork och provinsen Munster, i den sydvästra delen av landet, 300 km sydväst om huvudstaden Dublin.
Slieve Miskish Mountains sträcker sig 15,9 km i öst-västlig riktning. Den högsta toppen är Knockgour, 610 meter över havet.
Topografiskt ingår följande toppar i Slieve Miskish Mountains:
- Knockanerough
- Knockgour
- Knocknagallaun
- Knocknahulla
- Lackacroghan
- Miskish Mountain